# Кафтанников, Николай Николаевич
Николай Николаевич Кафтанников (1791—1841) — российский историк, археолог, исследователю Болгар, беллетрист, гравёр.

## Биография
Окончил Казанский университет по физико-математическому отделению (1814), после чего был «определён учителем естественной истории
в Оренбургское Главное народное училище» (Императорского Казанского университета список о студентах (1804—1839 гг.) / изд. подгот. Ю. А. Лексина, Ю. В. Чугунова, Э. И. Амерханова. — Казань: Изд-во Казанского ун-та, 2002. — 128 с. С 15). Как пишет Е. Ключевская, «после пятнадцати
лет преподавания … в училище вновь возвратился в Казань, целиком отдавшись истории, археологии
и этнографии, изучению восточных языков, коллекционированию древних рукописей, искусству»
Профессор Е. К. Карпова в статье «Башкирский музыкальный фольклор в русской литературе первых десятилетий XIX века (Тимофей Беляев, Павел Кудряшёв, Николай Кафтанников)» пишет, что Кафтанников дружил с Михаилом Самсоновичем Рыбушкиным, редактором литературно-художественного журнала «Заволжский муравей» (издавался дважды в месяц в 1832—1834), историком, профессором Казанского университета. 
Вместе они совершали дальние поездки, в том числе в древний Болгар. В журнале «Заволжский муравей» опубликованы работы Кафтанникова:  статья «Болгаре или развалины сего народа», повесть «Арслан-Бабр». 
Проиллюстрировал свою повесть «Арслан-Бабр» двумя гравюрами, «одна из которых, отмечает профессор Е. К. Карпова, „Борьба башкирцев“ — стала редким изображением национальной борьбы курэш»:189.
Как гравёр Кафтанников известен также работами: «Вид Зилантова Монастыря. »; при книге: «Историческое описание памятника в Казани. Казань. 1833 г.». 8°. При этой же книге приложены ещё 2 картинки: 1. Вид памятника (гр. Котельниковым) и 2. План памятника. (Ровинский. Кафтанников, гравер//Большая биографическая энциклопедия). 